# Верхнезейск
Верхнезе́йск — посёлок в Зейском районе Амурской области России. Образует сельское поселение Верхнезейский сельсовет.
Приравнен к районам Крайнего Севера.

## География
Расположен в 240 км от райцентра, города Зея, на северо-восточном берегу Зейского водохранилища, на Байкало-Амурской магистрали. В посёлке находится станция Дальневосточной железной дороги Верхнезейск.

## Инфраструктура
В посёлке имеется школа на 470 мест и больница на 250 поликлинических мест и 50 стационарных койко-мест. Главным образующим предприятием является Тындинский регион Дальневосточной железной дороги.

## История
Решением исполнительного комитета Амурского областного Совета депутатов трудящихся от 04.04.1977 № 116 «Об изменениях в административно-территориальном делении области», зарегистрирован в Зейском районе возникший при строительстве Байкало-Амурской железнодорожной магистрали населённый пункт — посёлок Верхнезейск и образован Верхнезейский сельсовет с центром в поселке Верхнезейск.
Территория сельсовета расположена в зоне вечной мерзлоты. Природные условия для ведения сельского хозяйства неблагоприятные. Земли сельскохозяйственного назначения отсутствуют.

## Население
| 2002  | 2010  | 2012  | 2013  | 2014  | 2015  | 2016  |
| ----- | ----- | ----- | ----- | ----- | ----- | ----- |
| 1922  | ↘1609 | ↘1581 | ↘1571 | ↘1497 | ↘1465 | ↘1425 |
| 2017  | 2018  | 2021  |       |       |       |       |
| ↘1409 | ↘1366 | ↘1084 |       |       |       |       |